# Special Delivery
Livrare specială (titlu original: Special Delivery) este un film de Crăciun americano-canadian de televiziune din 2000 regizat de Mark Jean. Rolurile principale au fost interpretate de actorii Andy Dick și David Lewis. A avut premiera în cadrul blocului de programe TV 25 Days of Christmas.

## Prezentare
Un curier plin de ifose de la o agenție privată de adopții încurcă livrarea unui copil către noii săi părinți, în perioada Crăciunului, atunci când rătăcește copilul pe drum.

## Distribuție
- Andy Dick ca Lloyd Stedman
- David Lewis ca Jack Beck
- Megan Leitch ca Robin Beck
- Jodelle Ferland ca Samantha Beck
- Ralph Alderman ca Sarge Reilly
- Nels Lennarson ca Ofițer vamal
- Donna White ca Vera Reilly
- Kevin McNulty ca Fred Anders (ca Kevin Mcnulty)
- Jennifer Clement ca Judy
- Greg Rogers ca Charlie Zwick
- Ken Camroux ca Lawrence Beck
- Rebecca Toolan ca Virginia Beck
- Jocelyne Loewen ca Ashley
- Davis Poon ca Beck Baby
- Victoria Poon ca Beck Baby

## Titluri alternative
- Entrega Especial (Brazilia)
- Christmas Babies - Ein Geschenk des Himmels (Germania)[1]